# 쯔쯔가무시병
쯔쯔가무시병(일본어: ツツガムシ病 쓰쓰가무시뵤[*], 영어: scrub typhus/bush typhus)은 쯔쯔가무시균(Orientia tsutsugamushi)의 감염에 의한 사람과 동물 모두 감염되는 인수공통감염병 감염병의 하나이다.

## 원인
털진드기의 유충이 사람을 물 때 리케치아성 질병을 전염시키기 때문에 털진드기병(Scrub typhus)이라고도 한다. 야생쥐 등에 기생하는 진드기가 쯔쯔가무시균의 매개체이다. 특히 진드기에 물린 곳에는 커다란 흉터 비슷한 것(가피)이 생긴다. 이 흉터는 아프지 않기에 본인도 모르는 경우도 많다. 자기가 볼 수 없는 머리, 겨드랑이 안이나 등에 있을 경우에는 본인도 모를 수 있다.

## 분류

### 고전형 쯔쯔가무시
쯔쯔가무시증은 원래 일본의 야마가타현, 아키타현, 니가타현 같은 지역에서 여름에 강가 등에 감염되는 풍토병이었으며, 죽음에 이르는 공포스런 병이었다. 이것은 리켓치아 질병으로 알려졌으며 Leptotrombidium akamusi라는 진드기에 물려서 발병한다. 일본에서는 봄에서 여름 사이에 많이 발병되었으며, 1922년 오코즈 분수로(大河津分水路) 건설에서 많은 작업 종사자가 고전 쯔쯔가무시증으로 쓰러졌다.

### 신형 쯔쯔가무시
제2차 세계대전 이후 고전형은 거의 발병하지 않았으며, L.scutellare와 L.pallidum이라는 진드기를 매개로 발병되는 것이 출현했다. 일본에서는 홋카이도를 제외한 전국에서 발생하였다. 고전 형식과 달리 가을에서 초겨울에 많이 발생하였다. 두 가지 형태로 발생 시기가 다른 것은 각각 진드기의 활동 시기의 차이 때문이다.

## 증상
"신형"과 "고전형"의 두 가지 형식의 쯔쯔가무시증으로 분류된다. 일본홍반열과 증상이 비슷하다. 쯔쯔가무시증은 북쪽으로는 일본 북부와 러시아 극동지역, 남쪽으로는 호주 북부, 서쪽으로는 카자흐스탄에 이르는 지역에 속하는 한국, 일본, 중국, 대만, 인도 파키스탄, 인도네시아, 말레이시아, 태국 및 호주 등 아시아에 널리 발병한다.
물린 적이 없어도 발병하는 사람도 많고, 증상 초기에는 독감 증상과 유사하기 때문에 감염이 의심되면 조기에 확정 진단하는 것이 중요하게 된다.
전신의 발진이 있고, 독감 증상과 비슷한 고열, 피부 발진, 물린 흉터, 임파선 부종이 생길 수 있다. 그 외에 안통, 마른 기침, 피로감이 있으며 심한 경우에는 2주후에 손발 떨림, 경련, 목의 뻣뻣함, 언어 장애가 생길 수 있다.
주로 10, 11월에 발생하며, 가을철 유행성 열성 전염병 중에 가장 흔하다. 이 질병은 치료하면 사망에 이르는 경우는 거의 없으나 치료하지 않으면 30%까지 사망할 수 있으므로 초기 진단과 적절한 치료가 아주 중요하다.

## 치료
치료가 없으면, 치명적인 병이다. 독시사이클린 항생제가 효과가 있다. 항생제를 사용하면 치사율이 4%-40%에서 2%로 급감한다.
치료제는 보통 독시사이클린을 처방하지만, 클로람페니콜도 대안치료제이기도 하다. 태국의 북부지방에서는 이 약들에 면역력이 있어서, 리팜핀과 아지트로마이신을 대안치료제로 쓴다. 아지트로마이신은 쯔쯔가무시증에 걸린 아이들과 임신부에게 처방되는 항생제인데, 독시사이클린에 대한 면역이 의심될 때도 사용된다.
시프로플록사신은 임신부에게는 안전하지 않으며 사산과 유산의 원인이 되기도 한다. 독시사이클린과 리팜피신의 복합처방은 부작용의 우려가 있어서 권장되지 않는다.
클래리스로마이신, 록시스로마이신, 플루오로퀴놀론도 있으며, 어떤 것이 좋은 지에 대한 추천 사용에 대한 임상적인 증거는 없다.
아지트로마이신이나 클로람페니콜은 아이들과 임산부의 감염에 유용한 약이다. 보통 독시사이클린은 상대적으로 아이들에게 유용하지 않다.

## 같이 보기
- 가을철 전염병